# Jesús Malverde
Jesús Malverde was een Mexicaans bandiet die is uitgegroeid tot volksheilige. Hij wordt vooral vereerd door mensen die betrokken zijn bij de drugshandel en staat dan ook wel bekend als de narcoheilige (narcosanto). Of hij echt bestaan heeft is niet helemaal zeker. Malverde's schrijn staat in Culiacán in Sinaloa.
Malverde zou geleefd hebben tijdens het Porfiriato, de dictatuur van Porfirio Díaz (1876-1911). Mogelijk was zijn echte naam Jesús Juárez Mazo. Zijn legenden vertonen gelijkenissen met andere bandieten als Chucho El Roto en de eveneens uit Sinaloa afkomstige Heraclio Bernal. Volgens de legende was Malverde een outlaw uit Sinaloa met een Robin Hood-imago die op 3 mei 1909 werd gedood door de autoriteiten. Malverde zou zijn verraden door een vriend nadat de gouverneur van Sinaloa Francisco Cañedo een prijs had uitgeloofd voor degene die Malverde te pakken zou krijgen. Ook wordt wel gezegd dat Malverde in een shoot-out gewond was geraakt en de bergen invluchtte. Nadat hij daar gangreen ontwikkelde en besefte dat hij toch niet meer zou overleven, zou hij aan een vriend hebben voorgesteld dat deze hem aangaf, zodat hij de beloning kon opstrijken. Volgens sommigen is hij doodgeschoten, volgens anderen is hij opgehangen en heeft de boom waaraan dat gebeurde sindsdien nooit meer gebloeid.
Malverde is vooral populair in het noordwesten van Mexico, in Sinaloa, Sonora, Chihuahua en Baja California, maar ook in Mexicaans-Amerikaanse gemeenschappen in het zuidwesten van de Verenigde Staten. Naast drugshandelaars wordt hij ook wel aangeroepen door migranten die proberen (illegaal) de grens tussen Mexico en de Verenigde Staten over te steken.
De cultus rond Malverde zou zijn ontstaan toen in de jaren 70 de lokale drugsbaas Julio Escalante zijn zoon Raymundo liet vermoorden nadat deze achter zijn rug om zou hebben gehandeld. Raymundo werd met kogels beschoten en vervolgens in zee gegooid, maar zou door tot Malverde te bidden overleefd hebben en zijn gered door een visser.
Malverdes heiligdom in Culiacán trekt elk jaar duizenden bezoekers, vooral op 3 mei, en gelovigen laten er kaarsen, ex voto's en wierook, maar ook bier, tequila en zelfs drugs achter. Er zijn verschillende films over zijn leven gemaakt, hij is een populair onderwerp in narcocorrido's en sinds 2007 is er zelfs een Malverde-bier op de markt.

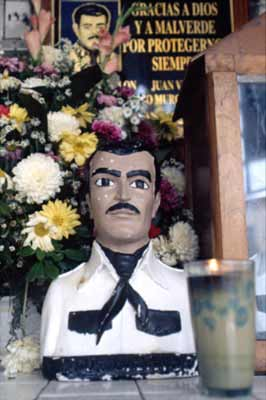
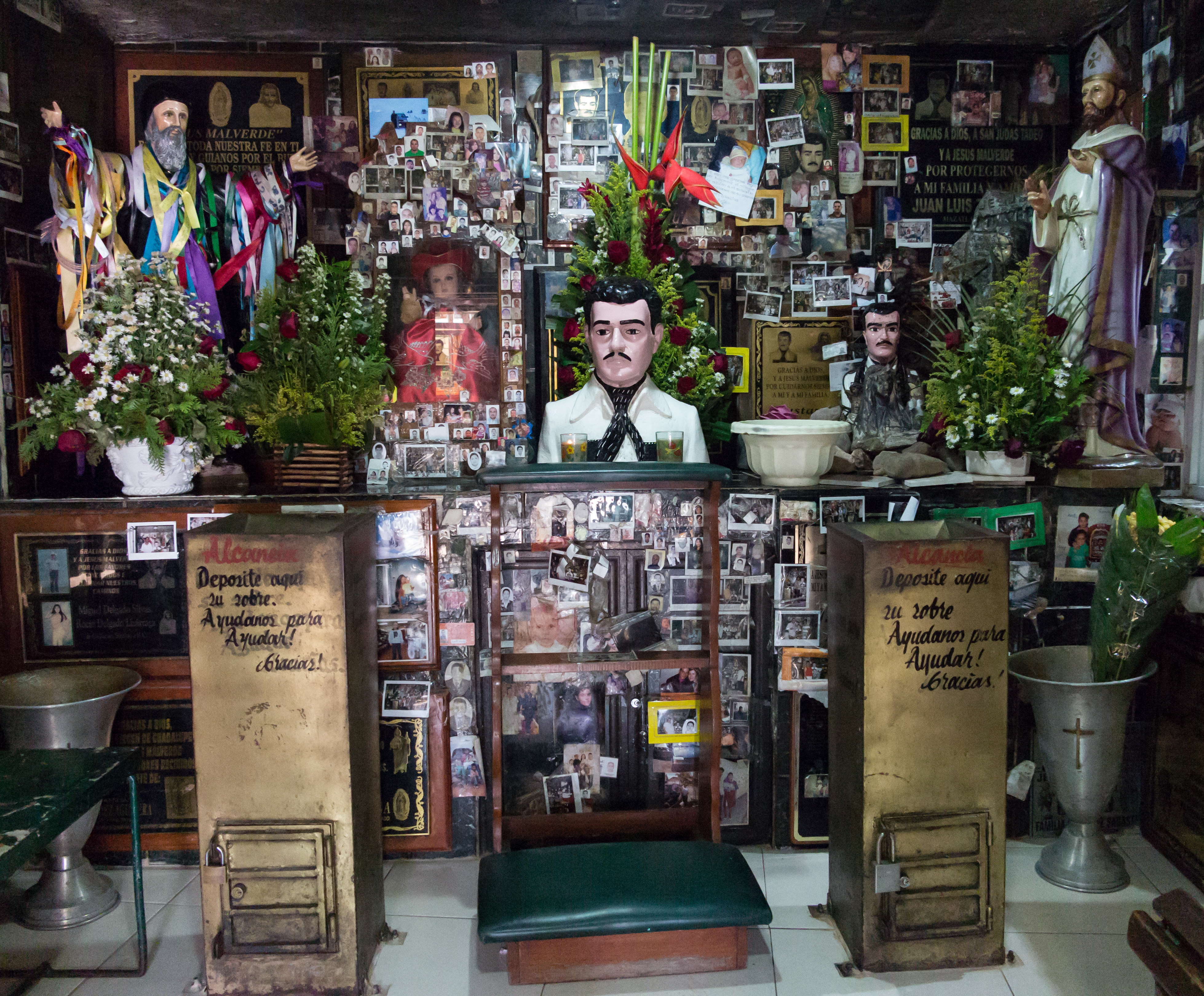